# 2635 Huggins
2635 Huggins è un asteroide della fascia principale. Scoperto nel 1982, presenta un'orbita caratterizzata da un semiasse maggiore pari a 2,2315229 UA e da un'eccentricità di 0,0783157, inclinata di 4,17030° rispetto all'eclittica.
Tra la fine del 2024 e l'inizio del 2025 è stato scoperto che si tratta di un asteroide binario con un periodo orbitale di 19,58 ore .
L'asteroide è dedicato all'astronomo inglese William Huggins.